# 陇右
陇右，即陇山（今六盘山）之右，亦稱隴西，位於漢地西部。中国古时以正向面南，故“东为左，西为右”，所谓陇右，是从地理方位指称陇山以西的地方。今天陇为甘肃的简称，陇右在很多情况下也指甘肃。秦穆公称霸西戎，甘肃甘谷、武山、岷县、临洮等地在当时纳入秦国版图，公元前280年（秦昭王二十七年）在以上地区设陇西郡，后为秦王朝三十六郡之一。西晋曾设过陇西国。秦汉时陇西郡治在狄道（今甘肃临洮），今陇西县古称襄武，一度为省会。

## 秦国
據《史記．周本紀》，周孝王時嬴秦氏族居於隴西東部的天水一带，以西犬丘為要地。秦穆公（前659年—前621年）時陇西西部及泾水以北有西戎八國，都是游牧民族。即緜諸（今甘肃东部）、緄戎（活动于今甘肃东部）、翟戎、獂戎（活动于今陕西北部）、義渠（活动于宁夏南部、甘肃东部）、大荔（活动于今陕西西部、甘肃东部）、烏氏（活动于今宁夏固原、甘肃平凉）、朐衍（活动于今宁夏盐池、同心一带），史記又载“秦穆公得由余，西戎八国服于秦”，于是甘肃甘谷、武山、岷县、临洮等地區在当时纳入战国时代的君主制诸侯国秦国版图。战国时期，秦国又在以上地区设陇西郡，后为秦王朝三十六郡之一。

## 月氏、乌孙与匈奴
月氏与乌孙在戰國時期曾在陇右西部及河湟地区居住过。秦及汉初，月氏势力强大，与蒙古高原东部的东胡从两方面胁迫游牧于蒙古高原中部的匈奴，匈奴曾送人质于月氏。秦末，匈奴质子自月氏逃回，杀父自立为冒顿单于，约在公元前205年—前202年间举兵攻月氏，月氏败。可能从这时起，月氏便开始弃河西走廊而向西迁徙。公元前177年或前176年，冒顿单于再次击败月氏。后来月氏攻击乌孙，乌孙族大败，昆莫难兜靡被杀害。《乌孙研究》提及虽然大多学者相信汉书所载月氏杀害乌孙昆莫难兜靡，但是有关事件有可疑之处，有需要进行深入的论证。据记载，难兜靡被杀时，猎骄靡还在襁褓中，被遗弃荒野。乌鸦找肉喂养猎骄靡，狼又为他哺乳。匈奴冒顿单于感到奇怪，认为猎骄靡是神，于是决定养育他。难兜靡之子猎骄靡长大后「自请单于报父怨」，并得到匈奴单于的帮助，赶走伊犁河流域的月氏，约在西汉文帝后元三年至后元四年（前161年-前160年）举族西迁至那里复国。

## 魏晋
魏晋时期陇右属曹魏与西晋。

## 十六国时期
十六国时期陇右属前秦、后秦、西秦。

## 北魏、西魏与北周
南北朝时期属北魏、西魏与北周。

## 隋唐
隋代该地区属于凉州地区的会宁郡、平凉郡、西平郡、武威郡、张掖郡、敦煌郡、西海郡、河源郡、善山郡、且末郡、浇河郡、陇西郡、临洮郡、汉阳郡、宕昌郡、安定郡、天水郡、河德郡、北地郡、安定郡、弘化郡、陇川郡。
唐代分十八个州，即秦州：今甘肃秦安县、渭州：今甘肃陇西县、武州：今甘肃武都县、兰州：今甘肃兰州、河州：今甘肃临夏县、岷州：今甘肃岷县、洮州：今甘肃临潭县、叠州：今甘肃迭部县、宕州：今甘肃宕昌县、临州：今甘肃临洮县、成州：今甘肃成县、鄯州：今青海乐都县、廓州：今青海化隆县、凉州：今甘肃武威市、甘州：今甘肃张掖市、肃州：今甘肃酒泉市、沙州：今甘肃敦煌市、瓜州：今甘肃安西县。与安西都护府、北庭都护府同属陇右道。
自安史之乱（756年11月—791年）以来为吐蕃所占据。

## 吐蕃
天宝十四年（755年）十二月，唐朝将朔方、河西、陇右边军大量内调，平息叛乱，于是边防力量虚弱，吐蕃趁着唐朝的内乱攻略陇右诸州。至德元年（756年）八月，回纥葛勒可汗、吐蕃赤松德赞相继遣使，“请助国讨贼”。十二月，吐蕃陷陇右所辖的（今青海湖边）威戎、神威、定戎、宣威、制胜、金天、天成等6军及石堡、百谷、雕窠3城，同时又陷鄯、武、叠、宕4州。宝应元年（762年）至广德元年（763年），先后取秦、渭、洮、临、成、河、兰、岷、廓9州。十月，吐蕃以吐谷浑及党项20万军队乘胜长驱直入，逼近长安，入据15天而退，期间一度拥立吐蕃国舅李承宏为帝。唐朝太常博士柳伉向皇帝上疏“吐蕃军队进犯大震关（今甘肃张家川），越陇山，刀上没沾一滴血，便占陷长安。”
此后，吐蕃军队开始向西行，取黄河西北地区的陇右诸州，亦称河西道。广德二年（764年），吐蕃陷凉州；河西节度使杨志烈因攻仆固怀恩不成，军队丧失殆半，以孤城无援，出奔甘州，被沙陀人所杀。永泰二年（766年），陷甘州及州境的居延海（今内蒙额济纳旗），吐蕃北边界拓至回纥，大历元年（766年）与大历十一年（776年），由东而西攻克肃州、瓜州。同时，吐蕃也开始围攻沙州；大历元年（766年），杨休明继任河西节度使，徙镇沙州，后有刺史周鼎，大历六年（771年），因欲弃城东奔而被都知兵马使阎朝杀，此后阎朝领州人保城抵抗，建中二年（781年），在粮械皆竭的情况下，以勿徙它境为条件而开城出降，沙州遂陷。吐蕃西进陷伊州（今新疆哈密），刺史袁光庭自天宝末年坚守累年，后粮尽兵乏，城陷而殉城。至此，东西阻绝，西陲四镇沦为分隔飞地。建中元年（780年），李元忠与郭昕遣使假借回纥道（今蒙古）至长安，二人被提为北庭、安西都护。贞元六年（790年）回纥援军与吐蕃初战失利，又不断勒索庭州（即北庭都护府，今新疆吉木萨尔），州人举城降于吐蕃，节度使杨袭古奔西州（今新疆吐鲁番），次年（791年），以5万人与杨袭古又攻庭州，被吐蕃所率的葛逻禄及白服突厥打败，杨袭古遂被回纥于牙帐暗杀。同年，西州亦陷，陇右道全境入吐蕃，历35年。据唐朝僧人悟空于贞元五年（789年）所见，此时西域尚有疏勒镇守使鲁阳、于阗镇守使郑据、钵浣镇守使苏岑、龟兹镇守使郭昕、焉耆镇守使杨日祐。
会昌二年（842年），吐蕃朗达玛德赞卒，佞相与王妃綝氏拥立3岁的乞离胡为赞普，自己摄政，大臣不服，而大宰相结都那被杀，吐蕃帝国崩溃。论恐热于洛门川（今甘肃武山），起兵反叛，讨伐篡位的乞离胡，遂于渭州败走宰相尚思罗，不久尚思罗以苏毗、吐谷浑、羊同8万军队反攻不利被杀，论恐热并其10万部众。会昌三年（843年），论恐热自称国相，以20万军队攻鄯州节度使尚婢婢，遭4万人埋伏而败，次年（844年），退守薄寒山（今甘肃陇西）。会昌五年（845年）十二月，又集结军队攻尚婢婢大败，尚婢婢遂向河湟一带发布论恐热的罪状，支持唐人后裔归唐。大中三年（849年），屯军河源军（今青海西宁）的尚婢婢轻敌，败于论恐热，兵驱甘州，留拓拔怀光居守鄯州。事后，论恐热欲投靠唐朝，求作河渭节度使，唐朝不许，不久因乏粮食奔廓州。咸通七年（866年）十月，论恐热为鄯州城使张季颙打败，随后沙州归义军与西州回鹘仆固俊共杀论恐热，将其首级送至长安。

## 归义军与回鹘
唐文宗开成五年（840年），回鹘别将句录莫贺引黠戛斯（今叶尼塞河最上游的的河谷盆地）10万军队灭回鹘汗国，杀㕎馺特勒可汗与宰相掘罗勿，焚烧牙帐。唐武宗会昌二年（842年）十月，阿热可汗遗使，告知已攻占安西、北庭之地（今新疆吉木萨尔县），唐朝向黠戛斯索要其地，遭李德裕反对。会昌四年（844年）三月，唐朝利用吐蕃诸部的甘青内乱，拟复河湟四镇十八州，派刘蒙为巡边使，命令他储备粮饷、军械，探听吐蕃兵力的虚实。大中三年（849年）二月，唐朝先后收复秦、安乐、原3州、原州所属的石门7关。此时，沙州人张义潮已起兵接管州城，遂遣使到吐蕃军队势力未曾深入的北境军、守捉，绕道漠北至天德军（今内蒙乌拉特前旗）降唐。其后，又发兵攻克瓜、伊、西、甘、肃、兰、鄯、河、岷、廓10州，于大中五年（851年），遗其兄张义泽至长安，献陇右诸州地图，唐朝置归义军于沙州，以张义潮为节度使，河湟之地入唐。咸通二年（861年），归义军又克凉州，后年（863年），置凉州节度使，领凉、洮、西、鄯、河、临6州。
咸通三年（862年），散居于甘、肃、瓜、沙、河、渭、岷、廓、叠、宕10州之间的嗢末部，向唐朝进贡，嗢末本是河西、陇右后裔，沦为吐蕃奴部，以凉州作根据地。同时，回鹘余部逐渐入居河西道，咸通七年（866年）与咸通十三年（872年），西州、甘州先后为回鹘所并，为后来的高昌回鹘与甘州回鹘。张义潮至长安后，其侄张淮深继任为归义军节度使，曾两次讨伐并打败回鹘，大顺元年（890年），张淮深猝死，归义军内乱，实力遂衰，辖地缩为瓜、沙2州，自开平五年（911年）后，张氏与曹氏节度使先后奉称甘州回鹘可汗为父，实为傀儡政权。875—884 年的王仙芝+黄巢之乱至五代十国时期（875年—960年），西、甘、肃、沙、瓜5州分别投于回鹘，而凉、临、河、岷、洮、叠、宕、兰、廓、鄯10州逐渐被吐蕃六谷部及唃厮啰等诸部占领。宋朝时，党项族的西夏兴起，控制了河西5州。

## 西夏

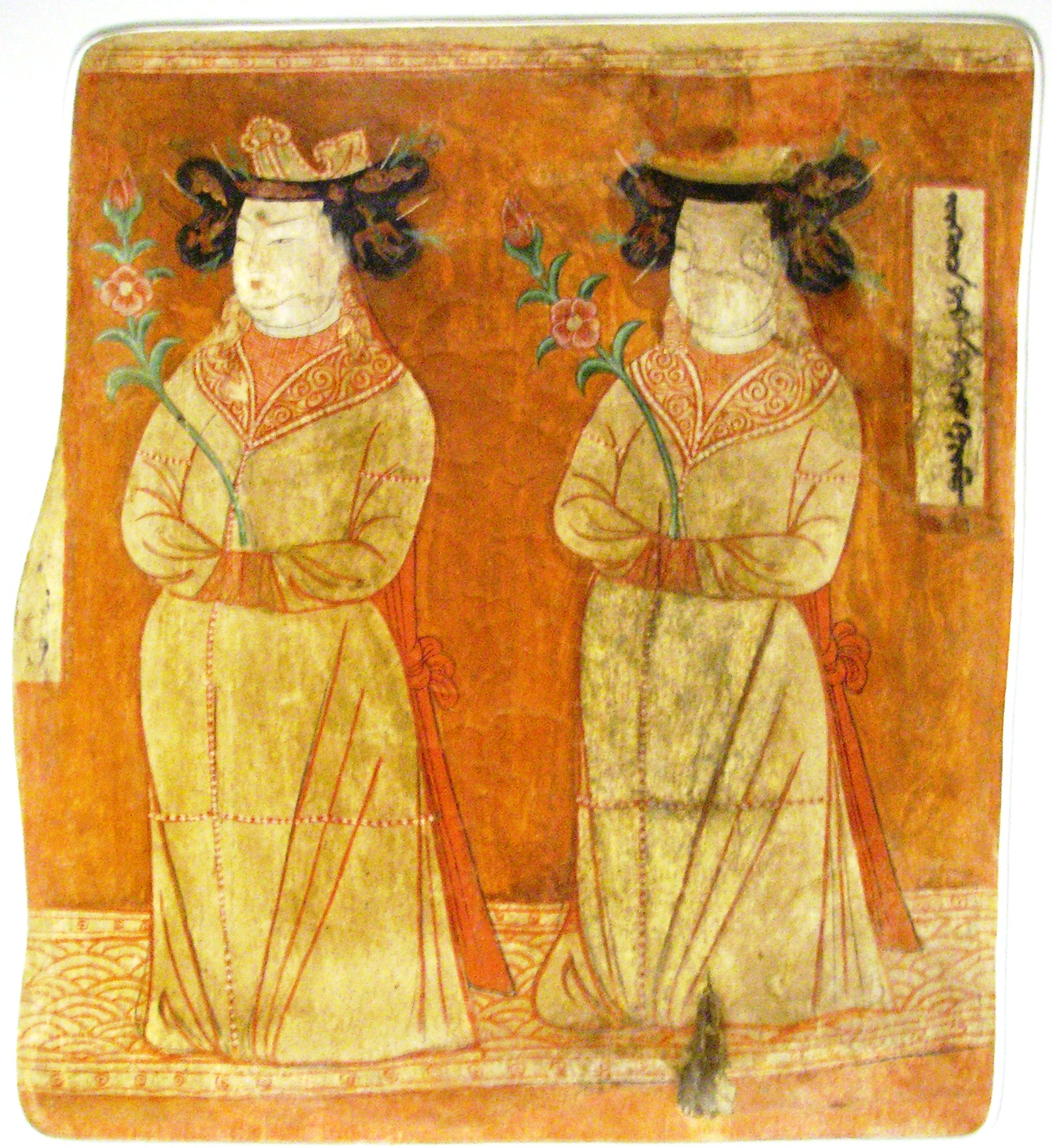
高昌回鹘公主，身穿长袍和帽子，柏孜克里克9号洞，五代至北宋时期

咸平五年（1002年）三月，党项攻占灵州（今宁夏吴忠），宋朝留守裴济战死，改灵州为西平府，宋真宗遂遗张崇贵、王涉议和，向其割让银、夏、宥、绥、静5州（今陕北）。此后，党项向西部进军。咸平六年（1003年）十二月，党项陷凉州，逐出吐蕃部，杀宋朝殿直丁惟清，然而六谷部首领潘罗支诈降，引六谷部及者龙合击党项军队，李继迁中矢出逃，不久身亡，其子李德明继位，夏州政权虽遥领凉州，却时时受到凉州附近的吐蕃诸部威胁。景德元年（1004年）五月，出兵攻凉州，被潘罗支以兰州、龛谷、宗哥、觅诺诸族打败。六月，潘罗支遣使至宋朝，告知愿率其部落及回鹘精兵与宋朝共讨李德明，会师于灵州。李德明遂离间凉州吐蕃诸部，事后潘罗支为部属所杀，者龙十三族中的六族叛，潘罗支弟厮铎督率军平乱，继任为首领。九月，六谷部援结回鹘，李德明屯其境而不敢出兵攻讨。
此后，又与回鹘结怨，屡次出兵攻甘州。景德四年（1007年）十二月，遗张浦抄掠甘州境，被回鹘打败，次年（1008年）三月，党项军队进攻凉州，见吐蕃部兵盛，不敢攻讨，惧而转攻甘州回鹘，又为其伏兵所败，被宰杀殆尽，几乎全军覆没。八月，回鹘屡败其军，乘胜长驱直入黄河。大中祥符二年（1009年）四月，李德明因愤其兵屡败，又遣张浦率2万精骑攻回鹘，被袭击大败而还。十二月，李德明亲自出兵进攻回鹘，以常星昼见，惧而退兵。大中祥符四年（1011年）九月，遗凉州人苏守信领蕃骑袭击凉州的吐蕃诸部，为六谷部首领厮铎督大败而归。大中祥符九年（1015年），派苏守信带兵7千、马5千，把守凉州；次年（1016年），苏守信死，其子罗麻领凉州，不能服众，甘州回鹘袭击，凉州遂陷。事后，罗麻企图夺取凉州，向李德明求援，又遭回鹘与六谷部大败，将党项势力逐出了河西，李德明与回鹘休兵十余年。天圣六年（1028年），遗其子李元昊袭击回鹘，一举攻陷甘州，置兵戍其地而还，明道元年（1032年）九月，又派李元昊从回鹘手中收回凉州。十月，李德明卒，其子李元昊继位，景佑三年（1036年），李元昊再举兵攻回鹘，一连攻克瓜、沙、肃3州，遂于景佑五年（1038年）建立西夏政权，都兴庆府（今宁夏）。至此，经西夏李氏三代人33年的讨伐，最终从回鹘及吐蕃诸部手中夺取了河西5州之地。但由于西夏政治中心的兴庆府，与西北边缘相隔遥远，瓜、沙2州地区的实际统治者仍是沙州回鹘王国，直至1070年前后才并入西夏。

## 宋

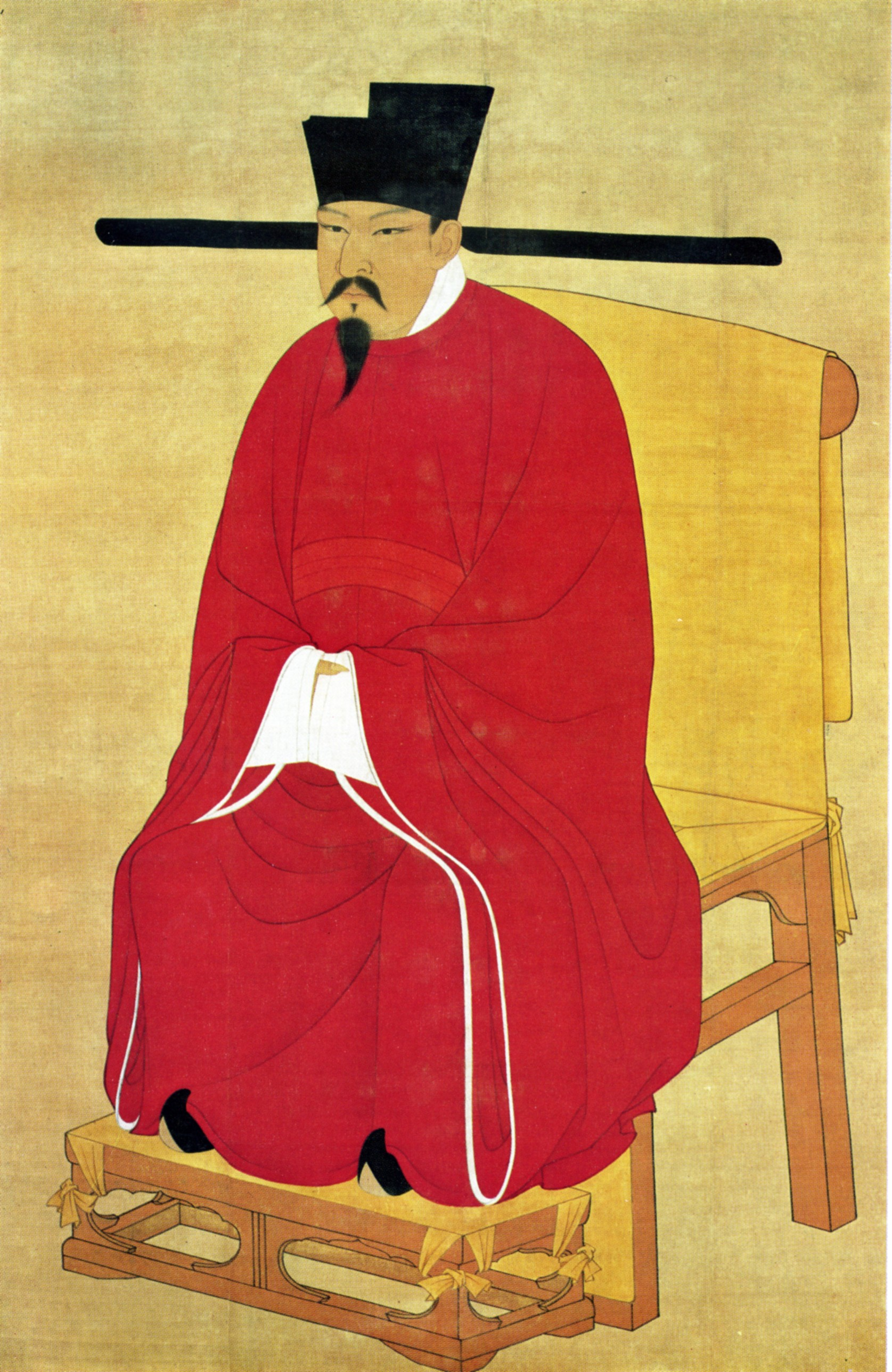
宋神宗（1067—1085在位）

宋朝立国之初，西北地区仍沿五代岐国疆界，西部只及秦、渭、成、武（阶）4州，此时陇右大部分地方仍由互不相统一的吐蕃各部占据。至熙宁年间，在宰相王安石的支持下，宋朝先后收复了宕、叠、洮、岷、河、临（熙）6州，史称熙河开边，由王韶主持；熙宁五年（1072年）七月，宋朝军队进攻蒙罗角、抹耳水巴部族，袭击武胜（今甘肃临洮），守将瞎药等弃城夜遁，首领曲撒四王阿珂出降，宋朝遂在武胜设镇洮军，十月改为熙州；熙宁六年（1073年）二月，攻吐蕃首领木征所统治的河州，木征遁走，不久集结诸部复入河州，八月，王韶分兵两道，一部围河州，一道击木征，连战皆胜，木征败走，守将以城降，宋朝再次收复河州；九月，王韶进军至马练川，降木征弟瞎吴叱，又率军攻克宕州；其后，开通洮河路及熙州路，于是岷州守将木令征、叠州守将钦令征、洮州守将厮郭敦皆以城投降王韶。至此，宋朝尽得产良马之地。
宋朝平定了陇右东南的吐蕃残部后，开始向其核心地区河湟（今青海湖边）进军。嘉祐八年（1063年）二月，西使城（今甘肃榆中）吐蕃首领禹藏花麻，因与宋朝不和，把西使城及兰州献给西夏。元丰四年（1081年）六月，西夏内乱，宋朝纳种谔的议题乘机大举攻西夏，同时，又请唃厮啰首领董毡共同出兵，随后调集32万大军，诏李宪、王中正、高遵裕、刘昌祚、种谔5路出师；八月，李宪所统领7军和吐蕃兵3万进军至西使新城，败走西夏2万骑，斩2千级，夺马5百匹，九月，攻克西夏兰州；其余4路撤退时损失约16万人，仅冻溺死者约14万人。元丰六年（1083年）十月，董毡卒，养子于阗人阿里骨继位，因非唃氏家族，一直遭到部族的不满。元佑二年（1087年），阿里骨与西夏合攻宋朝，相约以熙、河、岷3州归吐蕃，兰州及西使城（定西城）归西夏。四月，阿里骨攻破洮州，遂与西夏会军，同围南川寨，大肆焚掠。又在西使城击败宋朝军队，杀都监吴猛。八月，以10万军队围攻河州，令鬼章引2万众驻常家山。不久，因鬼章被俘而退兵。绍圣三年（1096年），阿里骨卒，子瞎征继位，随后角厮罗政权发生内讧，势力日衰。元符二年（1099年）七月，宋朝乘河湟混乱之际，派王赡由河州北上渡黄河攻邈川城（今青海乐都），八月，入宗哥城（今青海平安）；瞎征等趋宗哥城投降，族人遂立陇拶为青唐主，九月，进军至青唐城（今青海西宁），陇拶同辽、西夏、回鹘三公主及诸族首领出降，鄯、湟、廓3州之地入宋，改邈川为湟州，青唐为鄯州。不久，吐蕃部反叛，宋朝被逼放弃河湟，于崇宁三年（1104年）再次收复失地，置陇右都护府。其后，金人南下，灭唃厮啰政权，结束了自会昌年间以来，吐蕃、回鹘、归义军、回鹘及吐蕃残部于陇右各州所建立的割据势力，再度归中央政权统治。